# Giuseppe Bondi Arena
La Giuseppe Bondi Arena è la principale struttura coperta polifunzionale della città di Ferrara. Ospita le partite interne della 4 Torri Ferrara Pallavolo e Ferrara Basket. Viene utilizzato anche per altre manifestazioni sportive, concerti e spettacoli.

L'esterno del Palasport.

## Storia
Fu inaugurato ufficialmente il 19 settembre 1982, pronto ad ospitare le partite interne della Pallacanestro Ferrara e della 4 Torri Ferrara Pallavolo, entrambe militanti nella Serie A2 di categoria.
Nel 2008, con la promozione del Basket Club Ferrara nella massima serie, l'amministrazione comunale approvò una delibera per l'aumento della capienza, che a partire dalla stagione sportiva 2008-09 raggiunse i 3.504 posti. Il palazzetto ha inoltre ospitato le gare interne del Kaos Futsal, società di Calcio a 5 allora militante in Serie A, per le stagioni 2014-15, 2015-16 e 2016-17. Ad oggi è principalmente la casa della 4 Torri Ferrara in Serie B, e del Ferrara Basket in Serie B Nazionale. 

### Vari cambi di nome dell'impianto
Dal novembre 2007 l'impianto, per motivi di sponsorizzazione, venne chiamato PalaSegest.

Nella stagione 2012-2013 l'impianto venne rinominato PalaCarife, e in seguito, dall'agosto 2013, la nuova denominazione divenne PalaMIT2B.
 
Nell'agosto del 2014 la struttura cambiò ancora nome diventando Pala Hilton Pharma per tornare, nel 2016, a chiamarsi nuovamente Palasport o Palazzetto dello sport di Ferrara. Dal 15 febbraio 2019, il palasport assunse il nome di MF Impianti Palace, azienda di proprietà del presidente Francesco D'Auria.
A partire dal 21 novembre 2021, la struttura è denominata Giuseppe Bondi Arena, in onore dell'imprenditore nel campo della pasta fresca che già fu sponsor del Kleb Ferrara e della S.P.A.L..

## Struttura
Il palasport si estende su un'area totale di 4.500 m², mentre l'area coperta è pari a 2.890 m².